# Nikita Niestierow
Nikita Daniłowicz Niestierow, ros. Никита Данилович Нестеров (ur. 28 marca 1993 w Czelabińsku) – rosyjski hokeista, reprezentant Rosji, dwukrotny olimpijczyk.
Jego siostra Wiktoria (ur. 1998) także została hokeistką.

## Kariera
- Biełyje Miedwiedi Czelabińsk (2009−2013)
- Traktor Czelabińsk (2011–2013)
- Syracuse Crunch (2013–2016)
- Tampa Bay Lightning (2014–2017)
- Montreal Canadiens (2017)
- CSKA Moskwa (2017–2020)
- Calgary Flames (2020–2021)
- CSKA Moskwa (2021-)

Wychowanek Traktora Czelabińsk. W KHL Junior Draft w 2010 został wybrany przez macierzysty Traktor Czelabińsk (runda 1, numer 22). W drafcie NHL z 2011 został wybrany przez amerykański klub Tampa Bay Lightning ze 148. numerem w piątej rundzie. Od 2009 do 2013 grał w juniorskich rozgrywkach MHL, a od 2011 także w elitarnej KHL. Pod koniec kwietnia 2013 podpisał kontrakt wstępujący z Tampa Bay Lightning. W sezonie 2013/2014 grał w drużynie farmerskiej Syracuse Crunch, w lidze AHL, następnie od 2014 przez trzy niepełne sezony w barwach TBL w lidze NHL. We wrześniu 2016 przedłużył kontrakt z tym klubem o rok. 26 stycznia 2016 w wyniku wymiany za Jonathana Racine’a i wybór w 6. rundzie draftu 2017 przeniósł się z Tampy do Montreal Canadiens. W lipcu 2017 został zawodnikiem CSKA Moskwa. W październiku 2020 przeszedł do Calgary Flames. W lipcu 2021 ponownie został zaangażowany przez CSKA Moskwa.
W barwach juniorskich reprezentacji Rosji uczestniczył w turniejach mistrzostw świata juniorów do lat 18 edycji 2010, 2011 oraz mistrzostw świata juniorów do lat 20 edycji 2012, 2013. W seniorskiej reprezentacji uczestniczył w turnieju Pucharu Świata edycji 2016 (zastępując w składzie Wiaczesława Wojnowa). W ramach ekipy olimpijskich sportowców z Rosji brał udział w turnieju zimowych igrzysk olimpijskich 2018. W barwach seniorskiej reprezentacji Rosji uczestniczył w turniejach mistrzostw świata edycji 2018, 2019. W barwach reprezentacji Rosyjskiego Komitetu Olimpijskiego uczestniczył w turnieju zimowych igrzysk olimpijskich 2022.

## Sukcesy
Reprezentacyjne
- Brązowy medal mistrzostw świata juniorów do lat 18: 2011
- Srebrny medal mistrzostw świata juniorów do lat 20: 2012
- Brązowy medal mistrzostw świata juniorów do lat 20: 2013
- Złoty medal Junior Super Series: 2013
- Złoty medal zimowych igrzysk olimpijskich: 2018
- Brązowy medal mistrzostw świata: 2019
- Srebrny medal zimowych igrzysk olimpijskich: 2022

Klubowe
- Puchar Kontynentu: 2012 z Traktorem Czelabińsk, 2019 z CSKA Moskwa
- Brązowy medal mistrzostw Rosji: 2012 z Traktorem Czelabińsk
- Srebrny medal mistrzostw Rosji: 2013 z Traktorem Czelabińsk
- Puchar Gagarina – mistrzostwo KHL: 2019, 2022, 2023 z CSKA Moskwa
- Złoty medal mistrzostw Rosji: 2019, 2020, 2022, 2023 z CSKA Moskwa

Indywidualne
- MHL (2011/2012):
  - Najlepszy obrońca miesiąca - wrzesień 2011, styczeń 2012
  - Mecz Gwiazd MHL
- Mistrzostwa Świata Juniorów w Hokeju na Lodzie 2012/Elita:
  - Drugie miejsce w klasyfikacji strzelców wśród obrońców turnieju: 2 gole
  - Trzecie miejsce w klasyfikacji kanadyjskiej wśród obrońców turnieju: 5 punktów[10]
- Mistrzostwa Świata Juniorów w Hokeju na Lodzie 2013/Elita:
  - Jeden z trzech najlepszych zawodników reprezentacji w turnieju[11]
- AHL (2014/2015):
  - Mecz Gwiazd AHL
- KHL (2017/2018):
  - Najlepszy obrońca tygodnia - 23 października 2017
  - Mecz Gwiazd KHL
- KHL (2018/2019):
  - Najlepszy obrońca - finały konferencji[12]
  - Drugie miejsce w klasyfikacji asystentów wśród obrońców w fazie play-off: 9 asyst
  - Drugie miejsce w klasyfikacji kanadyjskiej wśród obrońców w fazie play-off: 11 punktów
  - Złoty Kask (przyznawany sześciu zawodnikom wybranym do składu gwiazd sezonu)
- KHL (2021/2022):
  - Najlepszy obrońca miesiąca - listopad 2021[13]
- KHL (2021/2022):
  - Drugie miejsce w klasyfikacji asystentów wśród obrońców w sezonie zasadniczym: 28 asyst
  - Trzecie miejsce w klasyfikacji kanadyjskiej wśród obrońców w sezonie zasadniczym: 33 punkty
  - Najlepszy obrońca etapu – finał o Puchar Gagarina[14]
- KHL (2021/2022):
  - Trzecie miejsce w klasyfikacji asystentów wśród obrońców w fazie play-off: 8 asyst
  - Trzecie miejsce w klasyfikacji kanadyjskiej wśród obrońców w fazie play-off: 11 punktów
  - Czwarte miejsce w klasyfikacji +/- w fazie play-off: +11
  - Złoty Kask (przyznawany sześciu zawodnikom wybranym do składu gwiazd sezonu)[15][16]
- KHL (2022/2023):
  - Piąte miejsce w klasyfikacji strzelców wśród obrońców w sezonie zasadniczym: 11 goli
  - Pierwsze miejsce w klasyfikacji asystentów w fazie play-off: 16 asyst
  - Czwarte miejsce w klasyfikacji kanadyjskiej w fazie play-off: 18 punktów
  - Pierwsze miejsce w klasyfikacji kanadyjskiej wśród obrońców w fazie play-off: 18 punktów
  - Piąte miejsce w klasyfikacji +/- w fazie play-off: +11
  - Złoty Kask (przyznawany sześciu zawodnikom wybranym do składu gwiazd sezonu)
- KHL (2023/2024):
  - Trzecie miejsce w klasyfikacji strzelców wśród obrońców w sezonie zasadniczym: 11 goli
  - Piąte miejsce w klasyfikacji kanadyjskiej wśród obrońców w sezonie zasadniczym: 36 punktów

Wyróżnienie
- Zasłużony Mistrz Sportu Rosji w hokeju na lodzie (2018)[17]

Odznaczenie
- Order Przyjaźni (27 lutego 2018)[18]

## Statystyki

### Klubowe
| 2011–12     | Traktor Czelabińsk  | KHL         | 10  | 0  | 1  | 1  | 4  | —  | — | — | – | —  |
| 2012–13     | Traktor Czelabińsk  | KHL         | 35  | 0  | 1  | 1  | 14 | 19 | 0 | 4 | 4 | 6  |
| 2013–14     | Syracuse Crunch     | AHL         | 54  | 4  | 12 | 16 | 39 | –  | – | – | – | —  |
| 2014–15     | Syracuse Crunch     | AHL         | 32  | 3  | 11 | 14 | 26 | –  | – | – | – | —  |
| 2014–15     | Tampa Bay Lightning | NHL         | 27  | 3  | 4  | 7  | 16 | 17 | 1 | 5 | 6 | 8  |
| 2015–16     | Syracuse Crunch     | AHL         | 10  | 1  | 3  | 4  | 4  | –  | – | – | – | —  |
| 2015–16     | Tampa Bay Lightning | NHL         | 57  | 3  | 6  | 9  | 41 | 9  | 0 | 1 | 1 | 9  |
| 2016–17     | Tampa Bay Lightning | NHL         | 35  | 3  | 9  | 12 | 20 | –  | – | – | – | –  |
| 2016–17     | Montreal Canadiens  | NHL         | 13  | 1  | 4  | 5  | 4  | 2  | 0 | 0 | 0 | 0  |
| 2017–18     | CSKA Moskwa         | KHL         | 42  | 3  | 16 | 19 | 41 | 21 | 1 | 4 | 5 | 14 |
| KHL łącznie | KHL łącznie         | KHL łącznie | 87  | 3  | 17 | 20 | 59 | 43 | 1 | 8 | 9 | 20 |
| NHL łącznie | NHL łącznie         | NHL łącznie | 132 | 10 | 23 | 33 | 81 | 28 | 1 | 6 | 7 | 17 |

### Reprezentacyjne
| Rok                | Drużyna            | Turniej            | Wynik              | M  | G | A | Pkt | Min |
| ------------------ | ------------------ | ------------------ | ------------------ | -- | - | - | --- | --- |
| 2010               | Rosja              | U18                | 4                  | 7  | 2 | 0 | 2   | 29  |
| 2011               | Rosja              | U18                | 1st                | 7  | 2 | 2 | 4   | 29  |
| 2012               | Rosja              | MŚJ                | 1st                | 7  | 2 | 3 | 5   | 6   |
| 2013               | Rosja              | MŚJ                | 1st                | 7  | 0 | 4 | 4   | 2   |
| 2016               | Rosja              | PŚ                 | 4                  | 1  | 0 | 0 | 0   | 0   |
| 2018               | OAR                | IO                 | 1st                | 6  | 1 | 0 | 1   | 2   |
| 2018               | Rosja              | MŚ                 | 6                  | 8  | 2 | 1 | 3   | 2   |
| Juniorskie łącznie | Juniorskie łącznie | Juniorskie łącznie | Juniorskie łącznie | 28 | 6 | 9 | 15  | 66  |
| Seniorskie łącznie | Seniorskie łącznie | Seniorskie łącznie | Seniorskie łącznie | 15 | 3 | 1 | 4   | 4   |